# Überkreuzbuchung

Veranschaulichung von Überkreuzbuchungen

Die Überkreuzbuchung (engl. cross ticketing) ist eine Sparmethode beim Buchen von Flugtickets, bei der für den Hin- und Rückflug gebucht wird, obwohl tatsächlich nur eine Flugstrecke geflogen wird und ein Teil des Flugscheins absichtlich verfallen lassen wird. So spart der Fluggast Kosten gegenüber einem oft wesentlich teureren Normalflug. Durch den Kauf von Flugscheinen mit sich überkreuzenden Daten soll die Mindestaufenthaltsdauer am Zielort umgangen werden.

## Anwendungsfälle
Bei einer Überkreuzbuchung (auch Überkreuzticket, Überkreuzflug, englisch: back-to-back ticket) werden zwei oder mehr Buchungen zeitlich ineinander verschachtelt. Diese Methode wird angewendet, um günstigere Beförderungstarife zu nutzen.
Normale Buchung für 2 Reisen an 2 Terminen zwischen denselben Orten A und B:
- Buchung 1: Hinflug Termin 1 A → B, Rückflug Termin 1 B → A
- Buchung 2: Hinflug Termin 2 A → B, Rückflug Termin 2 B → A

Bei der Überkreuzbuchung wird die zweite Buchung in entgegengesetzte Richtung durchgeführt – dabei ist der Hinflug der zweiten Buchung tatsächlich der Rückflug vom ersten Termin:
- Buchung 1: Hinflug Termin 1 A → B, Rückflug Termin 2 B → A
- Buchung 2: Hinflug Termin 1 B → A, Rückflug Termin 2 A → B

Bei einigen Fluggesellschaften sind Flüge, bei denen der Rückflug kurz hinter dem Hinflug liegt, teurer, als wenn der Rückflug mehrere Tage später liegt. Mit dieser Methode wird insbesondere bei
Geschäftsreiseflügen der Abstand zum Rückflug vergrößert, was zu deutlich günstigeren Tarifen führen
kann.
Eine zweite Variante von Überkreuzbuchungen besteht darin, zwei Hin- und Rückflüge zu buchen, von denen jeweils nur eine Teilstrecke passend zu einem gewünschten Termin in Anspruch genommen wird:
- Buchung 1: Hinflug irgendein Termin A → B (wird nicht angetreten), Rückflug Termin 1 B → A
- Buchung 2: Hinflug Termin 1 A → B, Rückflug irgendein Termin 1 B → A (wird nicht angetreten),

Bei dieser Methode werden Sonderangebote genutzt, bei denen zwei Flüge günstiger sind als ein Flug mit regulärem Tarif.
Fluggesellschaften haben versucht, Überkreuzbuchungen zu erschweren, indem sie den Rückflug verweigern, falls der Hinflug nicht angetreten wird. Dies wurde in Deutschland bei verschiedenen Gerichtsurteilen als unzulässig erachtet.

## Cross Ticketing
Da Flugtickets für den Hin- und Rückflug (engl. return ticket) oftmals billiger sind, als ein einfaches Hinflugticket (engl. one way ticket), ergibt sich so ein Kostenvorteil für den Fluggast. Natürlich kann die Fluggesellschaft den Passagier nicht zum Antritt seines Rückfluges zwingen. Probleme treten jedoch auf, wenn der Fluggast lediglich das Rückflugticket verwenden möchte, ohne vorher das Hinflugticket in Anspruch zu nehmen.
Eine andere Einkaufstaktik der Fluggäste zielt darauf ab, bei bestimmten Angebotspreisen die geforderte Mindestaufenthaltsdauer am Urlaubsort zu umgehen. Sofern sich die Preisdifferenzen lohnen, kauft sich der Fluggast jeweils zwei sehr günstige Hin- und Rückflugtickets mit einer vorgeschriebenen Mindestaufenthaltsdauer, nutzt jedoch nur das Hinflugticket des einen und das Rückflugticket des anderen Hin- und Rückfluges. Der Kunde lässt je ein Hinflugticket und ein Rückflugticket verfallen und kann trotzdem noch Geld sparen.
Mit ihrer Preisgestaltung versuchen Fluggesellschaften von Dienstreisenden, die auf einen schnellen Rückflug angewiesen sind, weiterhin den teureren Normaltarif zu verlangen, während sie gleichzeitig mit Sonderangeboten neue Kundenkreise unter den Touristen zu erschließen suchen, die sie mit der geforderten Mindestaufenthaltsdauer gegen Geschäftskunden sperren wollen. Auch stimmen die Fluggesellschaften ihre Ticketpreise auf die Kaufkraft und die Konkurrenzsituation in den einzelnen angeflogenen Ländern ab, was zu erheblichen regionalen Preisunterschieden führt, die aufmerksame Kunden zu ihren Gunsten nutzen wollen.
Gegen die Sparbemühungen ihrer Kundschaft, mittels Cross Ticketing die Mindestaufenthaltsdauer und damit das Tarifsystem der Fluggesellschaften zu unterlaufen und auszutricksen, versuchten sich die Fluggesellschaften zu wehren, indem sie in ihren Allgemeinen Geschäftsbedingungen und in ihren Beförderungsbedingungen festlegten, dass das Rückflugticket seine Gültigkeit verliere, wenn der Hinflug nicht angetreten wurde. Das Amtsgericht Frankfurt am Main hat jedoch 2007 in einem Fall entschieden (Az.: 31 C 2972/05-74), dass solche Klauseln in den AGB als „überraschend“ zu werten seien und daher nicht anwendbar seien. Daher weisen Fluggesellschaften inzwischen bei der Buchung explizit darauf hin, dass die gebuchten Flüge in der gebuchten Reihenfolge in Anspruch genommen werden müssen. Das Flugticket für den zweiten Teilflug wird ungültig, wenn der erste Teilflug nicht wahrgenommen wurde, bzw. die Fluggesellschaft storniert den Rückflug automatisch, wenn der Hinflug nicht angetreten wurde. Allerdings entschied der Bundesgerichtshof im Jahr 2010, dass eine derartige Klausel den Fluggast entgegen den Geboten von Treu und Glauben unangemessen benachteilige, sodass ein Verbot des Cross Ticketing in den AGB unwirksam sei (Az.: Xa ZR 101/09). Eine Verweigerung der Fluggesellschaft zur Beförderung der Passagiere (hinsichtlich des Rückfluges) kann demnach sogar Erstattungs- und Entschädigungsansprüche zur Folge haben.

### Beispiel
Bei einem Flug von Frankfurt am Main nach Dresden werden folgende Flugtage gewünscht:
- Hinflug: am 09. des Monats
- Rückflug: am 10. des Monats
- Eine reguläre Buchung dieser Hin- und Rückflugkombination kostet 345 Euro

Um Geld zu sparen, wird bei der Überkreuzbuchung nicht die reguläre Flugkombination gebucht, sondern je zwei Hin- und Rückflugtickets zum Aktionspreis, der in diesem Beispiel eine Mindestaufenthaltsdauer von 5 Tagen vorschreibt:
- Buchung 1, Aktionspreis 77 €:
  - Hinflug am 03. des Monats (der exakte Termin ist hier egal, solange er mind. 5 Tage vor dem Rückflug liegt)
  - Rückflug am 10. des Monats
- Buchung 2, Aktionspreis 77 €:
  - Hinflug am 09. des Monats
  - Rückflug am 15. des Monats (der exakte Termin ist hier egal, solange er mind. 5 Tage nach dem Hinflug liegt)

Angetreten werden nun nur der Hinflug von Buchung 2 sowie der Rückflug von Buchung 1. Die anderen 2 Flüge verfallen ungenutzt. So werden die vorgeschriebenen Mindestaufenthaltszeiten am Zielort umgangen. Aufgrund der Aktionspreise werden in diesem Beispiel trotzdem 191 € gespart.

## Cross Border Selling
Das Cross Border Selling ist die Buchung einer Flugreise, die aus mehreren aufeinanderfolgenden Flügen besteht. Der Fluggast plant jedoch bereits beim Einkauf, nur einen Teil der Flugstrecken in Anspruch zu nehmen. Hier werden günstige Preise ausgenutzt, die für einen anderen Markt, z. B. das Ausland, gedacht sind.

### Beispiel
Ein für 4000 Euro günstig in der Business Class angebotener Flug führt von Kairo über Frankfurt am Main nach São Paulo. Der deutsche Kunde bucht diesen Flug, der von der Fluggesellschaft günstig angeboten wird, um Kunden in Kairo zu gewinnen, will aber nur von Frankfurt nach Sao Paulo fliegen. Die teurere Alternative wäre ein regulärer Hin- und Rückflug von Frankfurt am Main nach São Paulo für 6000 Euro.